# Centre Nacional de Literatura
El Centre Nacional de Literatura (en luxemburguès: Lëtzebuerger Literaturarchiv; en francès: Centre national de littérature), abreujat CNL, és l'arxiu literari nacional de Luxemburg. Té la seu a la localitat de Mersch, a uns 15 quilòmetres al nord de la ciutat de Luxemburg. Va ser creat com una biblioteca de recerca el 1995, les col·leccions de la CNL inclouen més de 40.000 volums, la majoria d'ells escrits per autors d'origen luxemburguès o amb domicili a Luxemburg, així com una col·lecció cada vegada més gran de manuscrits, cartes i objectes personals. La biblioteca a més a més conté retalls de premsa relacionats amb la literatura luxemburguesa junt amb revistes literàries i publicacions seriades. Com una de les biblioteques de dipòsit legal de Luxemburg, rep còpies de quasi tots els llibres produïts a Luxemburg i compra activament monografies d'autors luxemburguesos impreses a l'estranger.

## Antecedents històrics
El CNL va ser creat el 1995 com a part dels arxius nacionals de Luxemburg. La idea era reunir tots els documents relatius a la vida literària a Luxemburg, tant contemporànies com històrics, en un sol lloc i, per tant, crear un punt focal per als investigadors literaris. A més a més de fomentar i facilitar la recerca, el CNL també promou la producció literària contemporània, mitjançant l'organització d'exposicions, conferències, sessions de lectura i diversos esdeveniments relacionats amb la literatura a Luxemburg. Des de 2005, el CNL és un institut cultural independent.
El centre literari està allotjat a la Maison Servais, una gran mansió del segle xvii que va pertànyer al polític luxemburguès Emmanuel Servais. L'últim habitant de la mansió, Jeanne Servais, va donar la casa a la ciutat de Mersch. Els locals van ser lliurats a l'Estat de Luxemburg, que va reformar la casa i va instal·lar el Centre Nacional de Literatura en ella. L'edifici principal té cinc sales d'exposicions, la biblioteca, una sala per als investigadors i les oficines administratives a més a més de dues sales d'actes. Un segon edifici allotja el cafè literari, que s'utilitza per a diverses tertúlies literàries. Tots dos edificis estan flanquejats per un parc públic.

## Accés a les col·leccions
Les col·leccions del CNL poden ser consultades pels investigadors i els estudiants, així com públic en general interessat. Tanmateix, no és una biblioteca pública, sinó més aviat una biblioteca de recerca especialitzada en literatura luxemburguesa. Una gamma de diaris luxemburguesos i obres de referència com a diccionaris i enciclopèdies es pot accedir lliurement a la biblioteca. Es pot consultar el catàleg integrat de la Biblioteca Nacional de Luxemburg, que es basa en el comercial Integrated Library System Aleph. La biblioteca també ofereix d'altres catàlegs especialitzats i serveis d'investigació.

## Exposicions
El CNL organitza regularment exposicions que sovint exhibeixen escrits a mà o d'altres objectes singulars dels fons dels arxius al públic en general. Les exposicions s'ocupen de la vida literària luxemburguesa en el sentit més ampli, i sovint destaquen els intercanvis culturals entre autors luxemburguesos i alemanys o francesos.

### Catàlegs d'exposicions
- Hôtes de Colpach. 1997
- Kontakte, Kontexte. 1999
- Lëtzebuergesch - «eng Ried déi vun allen am meeschten em ons klengt». 2000
- Un défi - 20 ans d'éditions Phi. 2001
- De Michel Rodange «Op en Neis fotografëert». 2002 (incl. CD)
- Choc et vision. 2005

## Recerca literària
A més a més d'ajudar altres investigadors en el seu treball, el CNL també fa la seva pròpia recerca literària. Es publica regularment catàlegs d'exposicions, assaigs sobre la literatura luxemburguesa i reedicions acadèmiques d'importants obres d'autors luxemburguesos. Una llista de les publicacions de la CNL mostra que la recerca de l'institut intenta reflectir l'ampli ús de cada una de les tres llengües nacionals del país, el luxemburguès, el francès i l'alemany.

### Nei Lëtzebuerger Bibliothéik
En aquesta sèrie («Nova biblioteca luxemburguesa») es publiquen, amb comentaris, reedicions d'obres literàries luxemburgueses. L'objectiu és oferir al lector una visió de la vida i obra d'un autor, dels temps en els quals va ser escrita l'obra i una bibliografia que permet una major recerca. A partir de 2007, s'han publicat tretze volums: 
- Michel Rodange: D'Léierchen
- Félix Thyes: Marc Bruno
- Nik Welter: Lene Frank
- Edmond de la Fontaine: Mumm Séis/Mutter Suse
- Paul Palgen: Choix de poèmes
- Nikolaus Hein: Der Verräter
- Isi Comes: 7 Erzielongen
- Alexander Weicker: Fetzen
- Batty Weber: Fenn Kass
- Joseph Funck: Kleines Schicksal
- Pol Michels: Choix de textes
- Antoine Meyer: E Schréck op de Lëtzebuerger Parnassus (incl. CD)
- Frantz Clement: Zickzack

### Bibliographie courante
Aquesta bibliografia anual és una recopilació de tots els llibres i articles escrits a Luxemburg o en l'estranger en la producció literària sobre Luxemburg, incloent àrees com el teatre i la lingüística.